# Mitsuru Nagata
Mitsuru Nagata (永田 充, Nagata Mitsuru) est un footballeur japonais né le 6 avril 1983 à Shizuoka au Japon.